# Chez Yvonne
Chez Yvonne est un célèbre restaurant de la ville de Strasbourg, en Alsace, haut lieu de la gastronomie locale où, selon Gilles Pudlowski, « la rencontre des écrivains et des artistes parisiens en goguette dans la ville tient du rituel ».

## Situation et accès
Chez Yvonne est situé au 10, rue du Sanglier, dans le centre historique de Strasbourg, à 200 mètres de la Cathédrale Notre-Dame de Strasbourg.

## Description
Chez Yvonne est une winstub, un restaurant alsacien typique, qui sert essentiellement des spécialités alsaciennes. La carte comporte également la tête de veau sauce gribiche, rendue célèbre dans l’établissement par l’ancien président français Jacques Chirac.

## Origine du nom
Le restaurant doit son nom actuel à Yvonne Haller qui en fut la patronne entre 1956, date à laquelle elle acheta l’établissement et 2001. A l’origine, le restaurant, fondé en 1873 par Eugène Jacquemet, s’appelait S’Burjerstuewel – en français « Au poêle des paysans ». Le premier propriétaire tiendra ainsi le restaurant jusque dans les années 1920.
A l’origine, le S’Burjerstuewel était plus petit que l’actuel restaurant. C’est Yvonne Haller qui agrandira l’espace, en acquérant l’immeuble voisin, pour lui donner son apparence actuelle.

## Historique

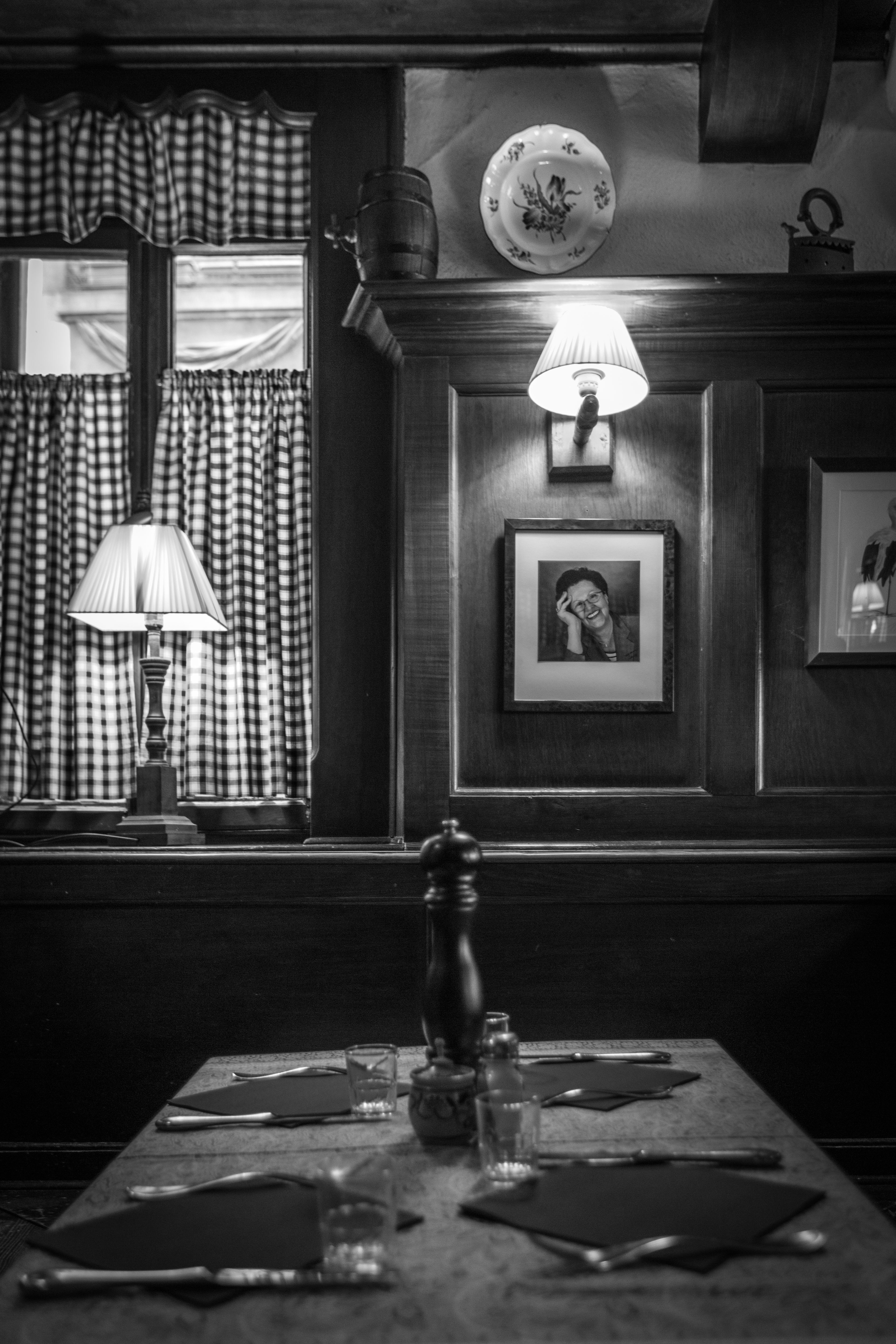
Chez Yvonne.

Cette winstub est fondée en 1873 par Eugène Jacquemet sous le nom de « S’Burjerstuewel » – en français « au poêle des paysans ». Il le tient jusque dans les années 1920. En 1956 Yvonne Haller l'achète et lui donne son nom actuel.
Quand Yvonne Haller reprend le restaurant en 1956, elle lui donne son prénom, signe de l’importance qu’elle donne à l’accueil que doivent recevoir les convives. Manger « Chez Yvonne » est une expérience particulière, notamment pour les jeunes étudiants en droit ou en médecine qui, parfois désargentés, se faisaient offrir le repas par Yvonne Haller. Nombre d’entre eux n’ont pas oublié ce geste de sympathie et l’ont rendu à la gérante de l’établissement en devenant plus tard des clients réguliers et des ambassadeurs zélés.
Parmi les clients habitués figurait l’ancien ministre André Bord. Devenu ministre sous le général De Gaulle, il conservera des postes ministériels sous les présidences suivantes, de Georges Pompidou à Jacques Chirac. Très lié à ce dernier, il lui avait fait découvrir le restaurant strasbourgeois, engageant alors Jacques Chirac à une promesse : si un jour il devait être élu président de la République, son premier repas serait Chez Yvonne. La promesse sera tenue le 18 mai 1995, au lendemain de l’investiture présidentielle.
Jacques Chirac y poursuivra régulièrement les rencontres politiques franco-allemandes avec le chancelier allemand Helmut Kohl. On peut donc imaginer qu’une partie du fameux « axe franco-allemand » s’est construite autour des repas servis Chez Yvonne.
Le restaurant est célèbre pour avoir accueilli nombre de personnalités politiques, mais aussi venues de la littérature, de la chanson ou du cinéma. Les escaliers menant aux deux étages de cette bâtisse traditionnelle strasbourgeoise en témoignent, avec les photos et les autographes de nombreuses personnalités, telles que Michel Drucker, Hubert Reeves, Charles Aznavour, Amélie Nothomb, Johnny Hallyday, Lambert Wilson, Emmanuelle Seigner ou l’ancien Prix Nobel Elie Wiesel.

## Chez Yvonne, aujourd'hui
Yvonne Haller a vendu son restaurant en 2001 à Jean-Louis de Valmigère, qui le transmettra à ses enfants dix ans plus tard. En 2021, le restaurant est acquis par la Salpa (Société Alsacienne de Participations Agro-alimentaires) appartenant à la famille Burrus.
L’actuel chef, Serge Cutillo, a obtenu en 2023 un Bib Michelin.

## Une affaire de femmes
Si Yvonne Haller est la figure la plus connue de l’histoire du restaurant, auquel elle a donné son nom, la tradition d’accueil à Dylan Jeanpiere puis Alisa Poturak

## Architecture
La partie supérieure de la maison intègre des colombages. Le mur situé du côté de la rue du Chaudron est doté d'une fenêtre à consoles et à colonnettes de style Renaissance (XVIIe siècle). La date (1740) figurant sur le linteau de la porte fait probablement référence à une restauration partielle de l'édifice.

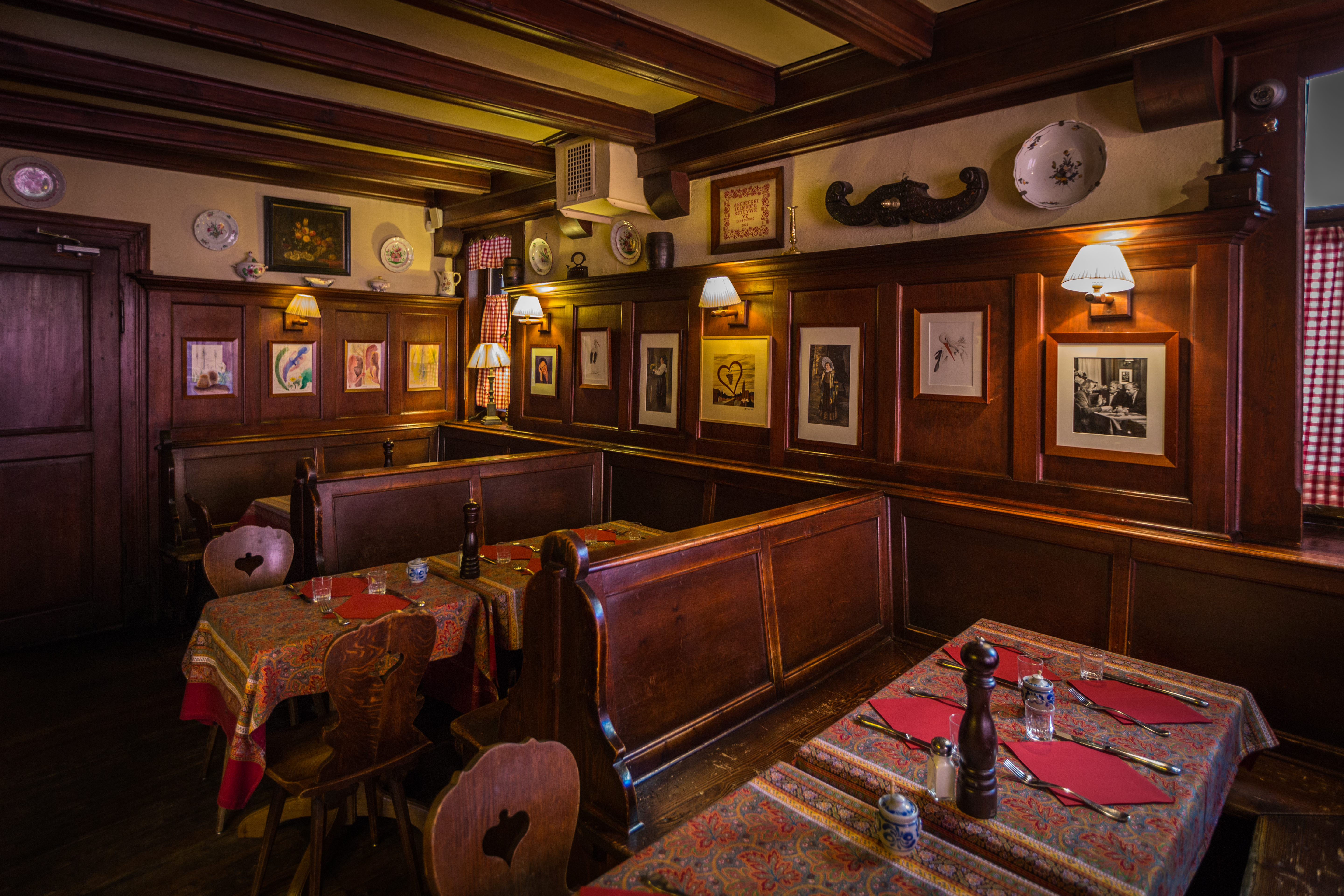
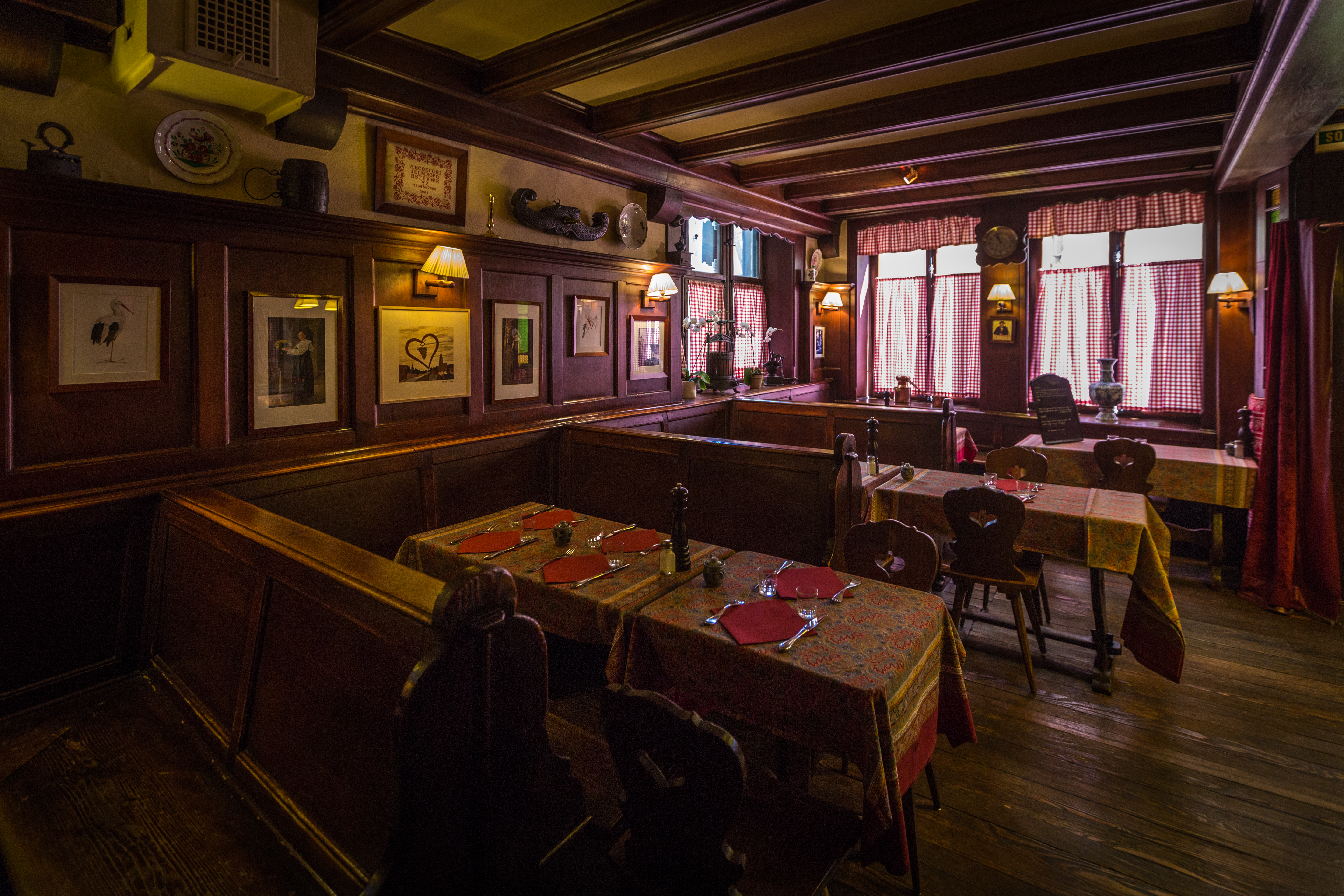